# 双河口乡
双河口乡，是中华人民共和国四川省凉山彝族自治州雷波县曾经下辖的一个乡。2020年6月，撤销双河口乡，将其所属行政区域划归柑子乡管辖。

## 行政区划
双河口乡撤销前下辖以下地区：
双河村、大湾村、水纸溪村和火烧棚村。